# Dust Devil
Dust Devil är en singel med den brittiska ska/popgruppen Madness. Singeln släpptes 11 maj 2009, en vecka innan albumet The Liberty of Norton Folgate lanserades. B-sidan "The Roadette Song" spelades ursprunglig in av Ian Dury och backingbandet "Kilburn and the High Roads". Madness cover-version var beräknat för deras cover-album The Dangermen Sessions Vol. 1 från 2005.

## Låtlista
7" vinyl
1. "Dust Devil" (7" Mix) (Daniel Woodgate, Lee Thompson) – 3:22
2. "The Roadette Song" (Russel Godfrey Hardy, Ian Dury) – 3:36

10" vinyl
1. "Dust Devil" (Original Version) (Woodgate, Thompson) – 3:43
2. "Dust Devil" (Ashley Beedles Warbox Extended Dubplate Special)

CD
1. "Dust Devil" (Radio Edit) (Woodgate, Thompson) – 3:22
2. "Dust Devil" (Ashley Beedle Warbox Remix) – 5:09
3. "The Roadette Song" (Hardy, Dury) – 3:36
4. "Dust Devil" (Practice Makes Perfect Reggae Style) – 3:47